# 金海路駅 (寧波市)
金海路駅（きんかいろえき）は、中華人民共和国浙江省寧波市奉化区機場南路と金海路の交差点に位置する寧波軌道交通3号線の駅。

## 歴史
- 2020年9月28日：開業[1]。

## 駅構造
島式ホーム1面2線を有する高架駅。駅の北側には上下線間の片渡り線が、南側には奉化車両基地へ接続する2本の引き上げ線が設置されている。

### のりば
案内上ののりば番号は設定されていない。
| 路線    | 方向 | 行先       |
| ------- | ---- | ---------- |
| ■ 3号線 | -    | 降車ホーム |
| ■ 3号線 | 北行 | 大通橋方面 |

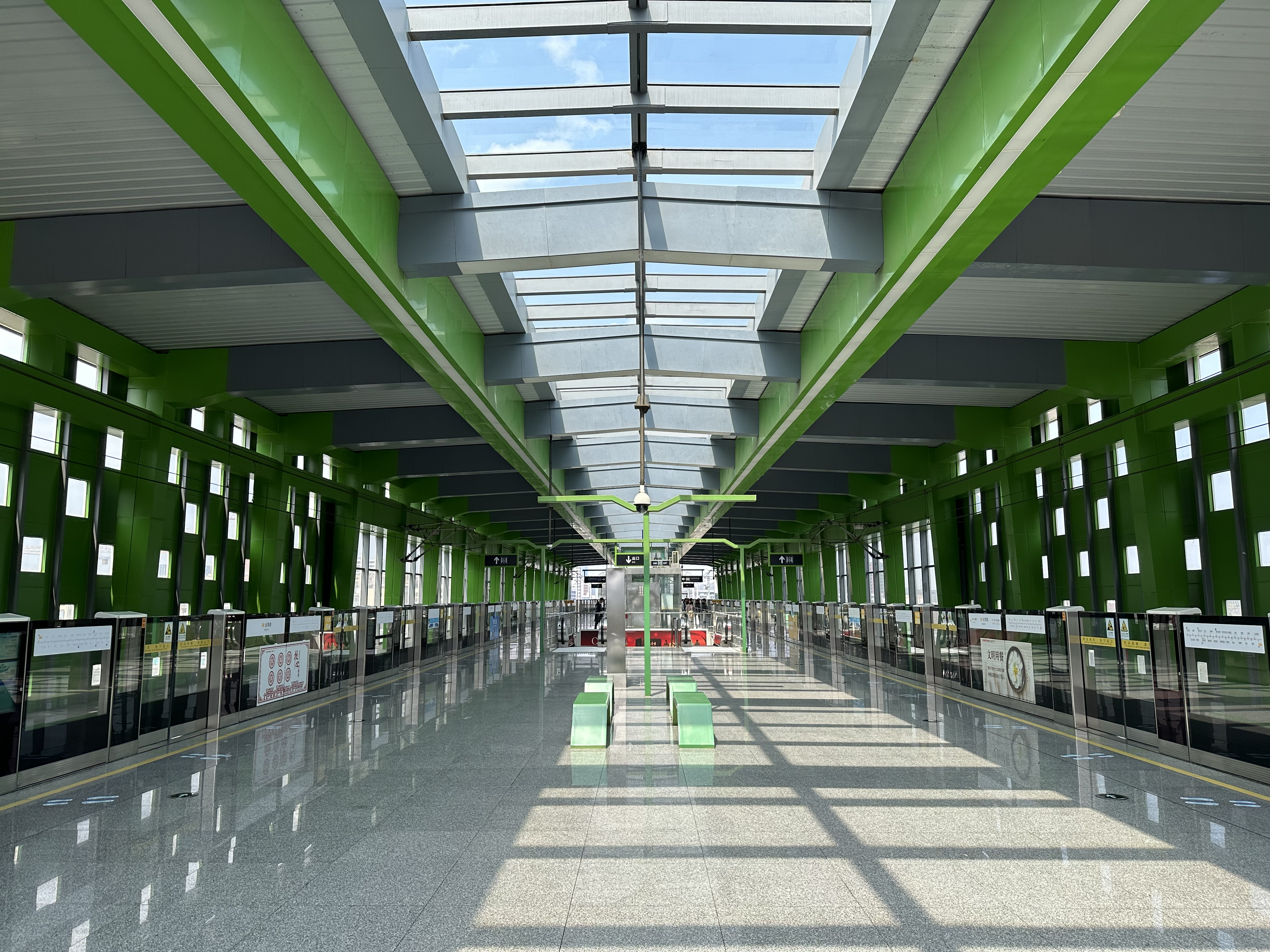
ホーム
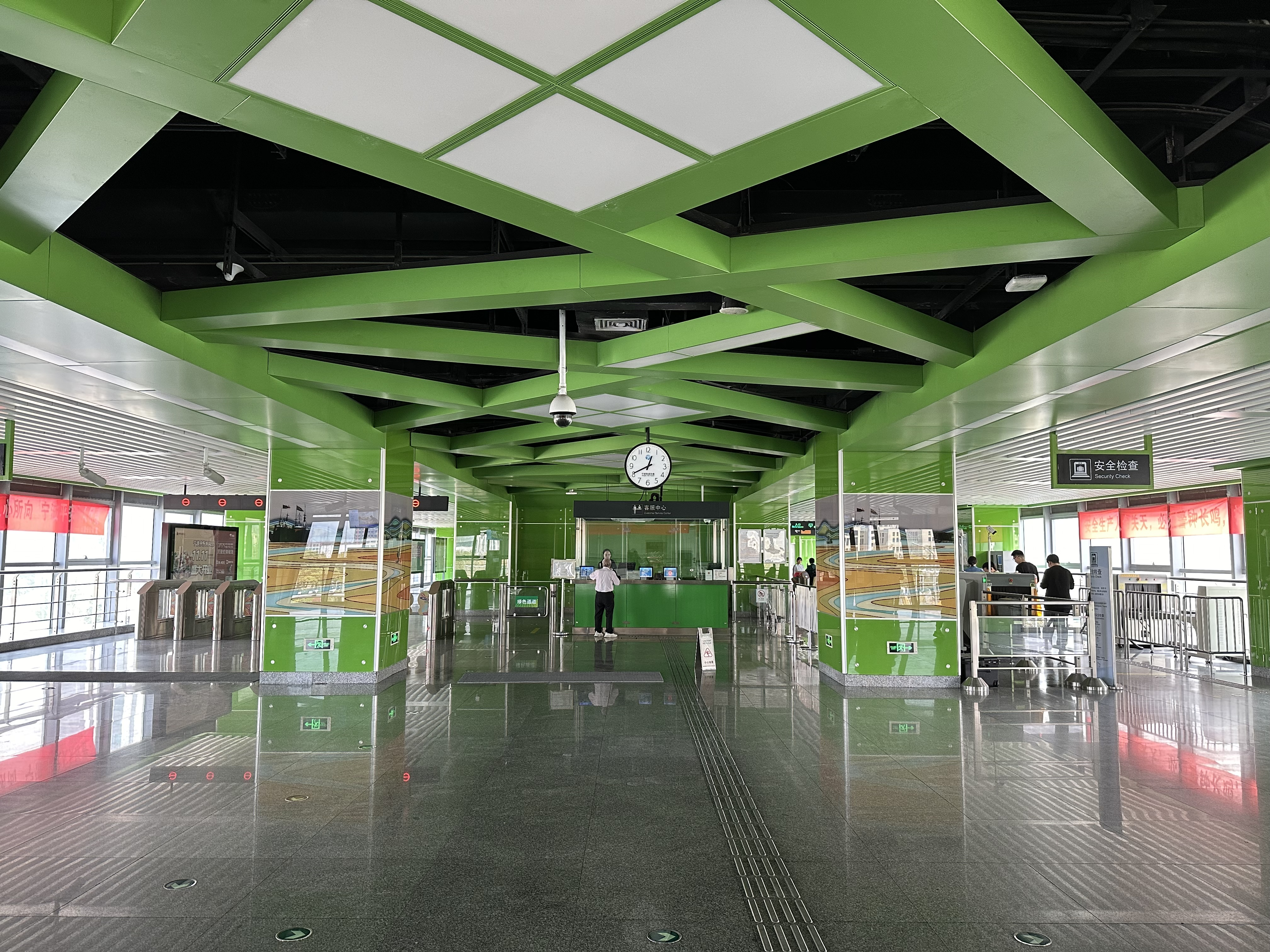
コンコース

## 駅周辺
- 宝竜竜宸璟庭
- 奉化客運中心 - B2出入口直結
- 寧波奉化宝竜広場
- 雲尚嘉園

## 隣の駅
寧波軌道交通
■ 3号線
金海路駅 - 大成東路駅